# Segunda División de Chile 1994
El Campeonato Nacional de Fútbol de Segunda División de 1994 fue el 43° torneo disputado de la segunda categoría del fútbol profesional chileno, con la participación de 16 equipos. El torneo se jugó en dos ruedas con un sistema de todos-contra-todos.
El campeón fue Deportes Concepción, que consiguió el ascenso a Primera División, junto al subcampeón Huachipato de Talcahuano.

## Movimientos divisionales
| Pos | a Primera División 1994                  |
| --- | ---------------------------------------- |
| 1º  | Rangers (Campeón)                        |
| 2º  | Cobresal                                 |
| 3º  | Regional Atacama (Liguilla de Promoción) |

| Pos | desde Tercera División de Chile 1993 |
| --- | ------------------------------------ |
| 1º  | Deportes Ovalle                      |

| Pos | Descendido desde Primera División de Chile 1993 |
| --- | ----------------------------------------------- |
| 1º  | Deportes Iquique (Liguilla de Promoción)        |
| 2º  | Deportes Concepción                             |
| 3º  | Deportes Melipilla                              |

| Pos | Descendido a Tercera División de Chile 1994 |
| --- | ------------------------------------------- |
| 1º  | Magallanes                                  |

## Equipos participantes
| Equipo                | Ciudad                        |
| --------------------- | ----------------------------- |
| Audax Italiano        | La Florida, Santiago de Chile |
| Colchagua             | San Fernando                  |
| Deportes Arica        | Arica                         |
| Deportes Concepción   | Concepción                    |
| Deportes Iquique      | Iquique                       |
| Deportes Melipilla    | Melipilla                     |
| Deportes Ovalle       | Ovalle                        |
| Deportes Puerto Montt | Puerto Montt                  |
| Fernández Vial        | Concepción                    |
| Huachipato            | Talcahuano                    |
| Lota Schwager         | Coronel                       |
| Ñublense              | Chillán                       |
| Santiago Wanderers    | Valparaíso                    |
| Unión La Calera       | La Calera                     |
| Unión San Felipe      | San Felipe                    |
| Unión Santa Cruz      | Santa Cruz                    |

## Tabla final
| Pos | Equipo                | PJ | PG | PE | PP | GF | GC | Dif | Pts |
| --- | --------------------- | -- | -- | -- | -- | -- | -- | --- | --- |
| 1   | Deportes Concepción   | 30 | 17 | 8  | 5  | 46 | 20 | 26  | 42  |
| 2   | Huachipato            | 30 | 15 | 9  | 6  | 42 | 26 | 16  | 39  |
| 3   | Fernández Vial        | 30 | 11 | 14 | 5  | 48 | 38 | 10  | 36  |
| 4   | Colchagua             | 30 | 14 | 8  | 8  | 38 | 28 | 10  | 36  |
| 5   | Deportes Ovalle       | 30 | 13 | 9  | 8  | 34 | 24 | 10  | 35  |
| 6   | Unión Santa Cruz      | 30 | 12 | 7  | 11 | 37 | 33 | 4   | 31  |
| 7   | Audax Italiano        | 30 | 11 | 8  | 11 | 48 | 54 | -6  | 30  |
| 8   | Deportes Iquique      | 30 | 11 | 7  | 12 | 50 | 45 | 5   | 29  |
| 9   | Deportes Arica        | 30 | 10 | 9  | 11 | 37 | 43 | -6  | 29  |
| 10  | Santiago Wanderers    | 30 | 9  | 10 | 11 | 48 | 43 | 5   | 28  |
| 11  | Ñublense              | 30 | 10 | 8  | 12 | 36 | 39 | -3  | 28  |
| 12  | Deportes Puerto Montt | 30 | 8  | 11 | 11 | 38 | 42 | -4  | 27  |
| 13  | Deportes Melipilla    | 30 | 9  | 8  | 13 | 31 | 44 | -13 | 26  |
| 14  | Unión San Felipe      | 30 | 7  | 9  | 14 | 30 | 47 | -17 | 23  |
| 15  | Unión La Calera       | 30 | 6  | 9  | 15 | 24 | 39 | -15 | 21  |
| 16  | Lota Schwager         | 30 | 6  | 8  | 16 | 23 | 45 | -22 | 20  |

PJ=Partidos jugados; PG=Partidos ganados; PE=Partidos empatados; PP=Partidos perdidos; GF=Goles a favor; GC=Goles en contra; Dif=Diferencia de gol; Pts=Puntos
|  | Campeón. Asciende a Primera División. |
|  | Asciende a Primera División.          |
|  | Clasifica a Liguilla de Promoción.    |
|  | Desciende a Tercera División.         |

| Bandera de Chile            |
| Campeón Deportes Concepción |
| Asciende a Primera División |

## Liguilla de Promoción
Clasificaron a la liguilla de promoción los equipos que se ubicaron en 3° y 4° lugar de la Segunda División (Fernández Vial y Deportes Colchagua), con los equipos que se ubicaron en 13° y 14° lugar de la Primera División (Coquimbo Unido y Provincial Osorno). Se agrupó a los equipos en dos llaves, el 3° de la B con el 14° de Primera y el 4° de la B con el 13° de Primera. El que ganase las llaves jugaría en Primera en 1995. 
Primera llave
| 20 de diciembre de 1994 | Deportes Colchagua | 1:1 (1:1) | Coquimbo Unido | Estadio Jorge Silva Valenzuela, San Fernando             |                                                          |
|                         | E. Sepúlveda 24'   |           | 38' Cerino     | Asistencia: 2.757 espectadores Árbitro(s): Enrique Marín | Asistencia: 2.757 espectadores Árbitro(s): Enrique Marín |

| 23 de diciembre de 1994 | Coquimbo Unido                | 3:1 (3:0) (Global 4:2) | Deportes Colchagua     | Estadio Sanchéz Rumoroso, Coquimbo                       |                                                          |
|                         | Cerino 25', 43' · Fuentes 26' |                        | 50' Eduardo Dos Santos | Asistencia: 4.620 espectadores Árbitro(s): Mario Sánchez | Asistencia: 4.620 espectadores Árbitro(s): Mario Sánchez |

Ambos equipos mantienen su categoría para el próximo año.
Segunda llave
| 20 de diciembre de 1994 | Fernández Vial | 0:0 | Provincial Osorno | Estadio Municipal, Concepción                                |  |
|                         |                |     |                   | Asistencia: 6.248 espectadores Árbitro(s): Rafael Hormazábal |  |

| 23 de diciembre de 1994 | Provincial Osorno          | 3:0 (2:0) (Global 3:0) | Fernández Vial | Estadio Parque Schott, Osorno                             |                                                           |
|                         | Azas 40', 46' · Ortega 43' |                        |                | Asistencia: 6.500 espectadores Árbitro(s): Eduardo Gamboa | Asistencia: 6.500 espectadores Árbitro(s): Eduardo Gamboa |

Ambos equipos mantienen la categoría para el próximo año.

## Goleadores
| Jugador              | Jugador               | Goles | Equipo              |
| -------------------- | --------------------- | ----- | ------------------- |
| Bandera de Chile     | Andrés Roldán         | 16    | Fernández Vial      |
| Bandera de Chile     | Fernando Muñoz        | 15    | Deportes Melipilla  |
| Bandera de Chile     | Juan Salinas          | 15    | Santiago Wanderers  |
| Bandera de Argentina | Rubén Dundo           | 13    | Huachipato          |
| Bandera de Chile     | Johnny Cortés         | 13    | Deportes Iquique    |
| Bandera de Paraguay  | Óscar Ferreira        | 11    | Audax Italiano      |
| Bandera de Chile     | Adolfo Núñez          | 10    | San Marcos de Arica |
| Bandera de Paraguay  | Mauricio Pérez Brítez | 10    | Fernández Vial      |
| Bandera de Chile     | Rodrigo Delgado       | 10    | Unión San Felipe    |
| Bandera de Chile     | Óscar Daza            | 10    | Unión Santa Cruz    |
| Bandera de Chile     | Juan Gutiérrez        | 9     | Audax Italiano      |
| Bandera de Chile     | Juan Carlos Muñoz     | 9     | Colchagua           |
| Bandera de Paraguay  | Florencio Villalba    | 9     | Deportes Concepción |
| Bandera de Chile     | Luis Zambrano         | 9     | Huachipato          |
| Bandera de Chile     | Mario Lagos           | 9     | Ñublense            |